# Мордашов, Алексей Александрович
Алексе́й Алекса́ндрович Мордашо́в (род. 26 сентября 1965, Череповец, Вологодская область) — российский предприниматель и миллиардер.
Владелец 77 % акций, председатель совета директоров, генеральный директор (2006—2014) ПАО «Северсталь», генеральный директор ЗАО «Севергрупп», председатель Совета директоров ПАО «Силовые машины», член Совета директоров Nord Gold N.V. и председатель Совета директоров ЗАО «Свеза». Владелец 32 % немецкой туристической компании TUI Group.
В 2004 году фотография Мордашова оказалась на обложке первого номера российского Forbes. Основатель русской редакции журнала Пол Хлебников назвал его одним из наиболее узнаваемых и цитируемых российских бизнесменов в России и за рубежом.
В феврале 2021 года из-за роста стоимости акций «Северстали» состояние Мордашова достигло 32,1 млрд долларов США и он стал самым богатым человеком в России.
В 2023 году в рейтинге российских миллиардеров Forbes Мордашов занял пятое место. Личное состояние бизнесмена и его семьи оценивается в 20,9 млрд долларов США. В международном рейтинге миллиардеров Forbes Мордашов с семьей занимает 79-е место.
По состоянию на 28 декабря 2023 года в Bloomberg Billionaires Index Мордашов находится на 92-й строчке с состоянием в 20,2 млрд долларов США.
В 2022 году вследствие вторжения России на территорию Украины Мордашов попал под персональные санкции Евросоюза, США и других стран.

## Биография
Родился в Череповце 26 сентября 1965 года. Его отец Александр Мордашов окончил Горьковский политехнический институт по специальности «инженер-электрик», работал на Череповецком металлургическом комбинате. Мать - Мария Федоровна, также работала на Череповецком металлургическом комбинате в отделе оборудования.
В 1988 году Алексей окончил Ленинградский инженерно-экономический институт им. Пальмиро Тольятти по специальности «инженер-экономист в машиностроении». Во время учёбы познакомился с Анатолием Чубайсом, преподававшим в этом институте.
По окончании института в 1988 году работал на Череповецком металлургическом комбинате — старшим экономистом, начальником бюро экономики и организации труда ремонтно-механического цеха № 1, заместителем начальника планового отдела. В 1989 году прошёл полугодовую стажировку в австрийской сталелитейной компании VoestAlpin.
В начальный период приватизации в России, в 1992 году, Мордашов стал директором по экономике и финансам Череповецкого металлургического комбината, вскоре преобразованного в ОАО «Северсталь». Генеральный директор комбината Юрий Липухин предоставил своему молодому заместителю карт-бланш на операции с акциями «Северстали». Мордашов, концентрируя прибыль от продажи металлопродукции на специально созданном для скупки акций аффилированном трейдере «Северсталь-Инвест», скупал акции у рабочих. Из-за трансфертного ценообразования комбинат «Северсталь» вел деятельность с убытком, и регулярно задерживал выплату зарплаты рабочим, при этом прибыль аккумулировалась в трейдере «Северсталь-Инвесте». Акции трейдера на 24% принадлежали комбинату, а 76% - Мордашову. Весной 1999 года Мордашов без согласия Липухина, выкупил на себя 17% акций комбината, которые принадлежали трейдеру, нарушив партнёрские договоренности с Липухиным. Через два года Мордашов выкупил долю Липухина по цене в 6 раз ниже рыночной, став в начале 2001 года мажоритарным владельцем «Северстали».
В 2000 году Мордашов стал одним из членов Совместной российско-немецкой межправительственной рабочей группы по стратегическому сотрудничеству в области экономики и финансов. В 2001 году получил МВА в Нортумбрийском университете.
В 2003 году Мордашов стал совладельцем банка «Россия», приобретя на компанию «Северсталь» 8,8 % акций банка.
5 октября 2007 года компания Siemens AG подписала с Мордашовым соглашение о долгосрочном стратегическом сотрудничестве в развитии компании «Силовые машины». Siemens AG получила долю в акционерном капитале компании. В 2011 году сотрудничество с Siemens AG прекратилось. 27 декабря 2011 года 25 % перешли обратно под управление кипрской управляющей компании Highstat Limited, ставшей владелицей 75 % акций «Силовых машин».
В 2007 году Мордашов стал акционером германской туристической компании TUI Group.
В 2008 году Мордашов, объединив свои медийные активы с активами АБ «Россия», «Сургутнефтегаза» и страховой группы «Согаз» создал «Национальную медиа группу», холдинг, в который входят такие активы, как Первый канал, СТС, Рен-ТВ, 5 канал.
С 2009 года Мордашов является сопредседателем Делового совета северного измерения (ДССИ), занимающегося развитием взаимодействия представителей власти, бизнеса и гражданского общества на территории Северной Европы.
В 2011 году Мордашов принял участие в работе Бильдербергского клуба.
Мордашов активно участвует в работе Всемирной ассоциации производителей стали. В 2001 году компания «Северсталь» первой из российских сталепроизводителей вступила в члены Ассоциации. Входит в Совет по конкурентоспособности и предпринимательству при Правительстве РФ.

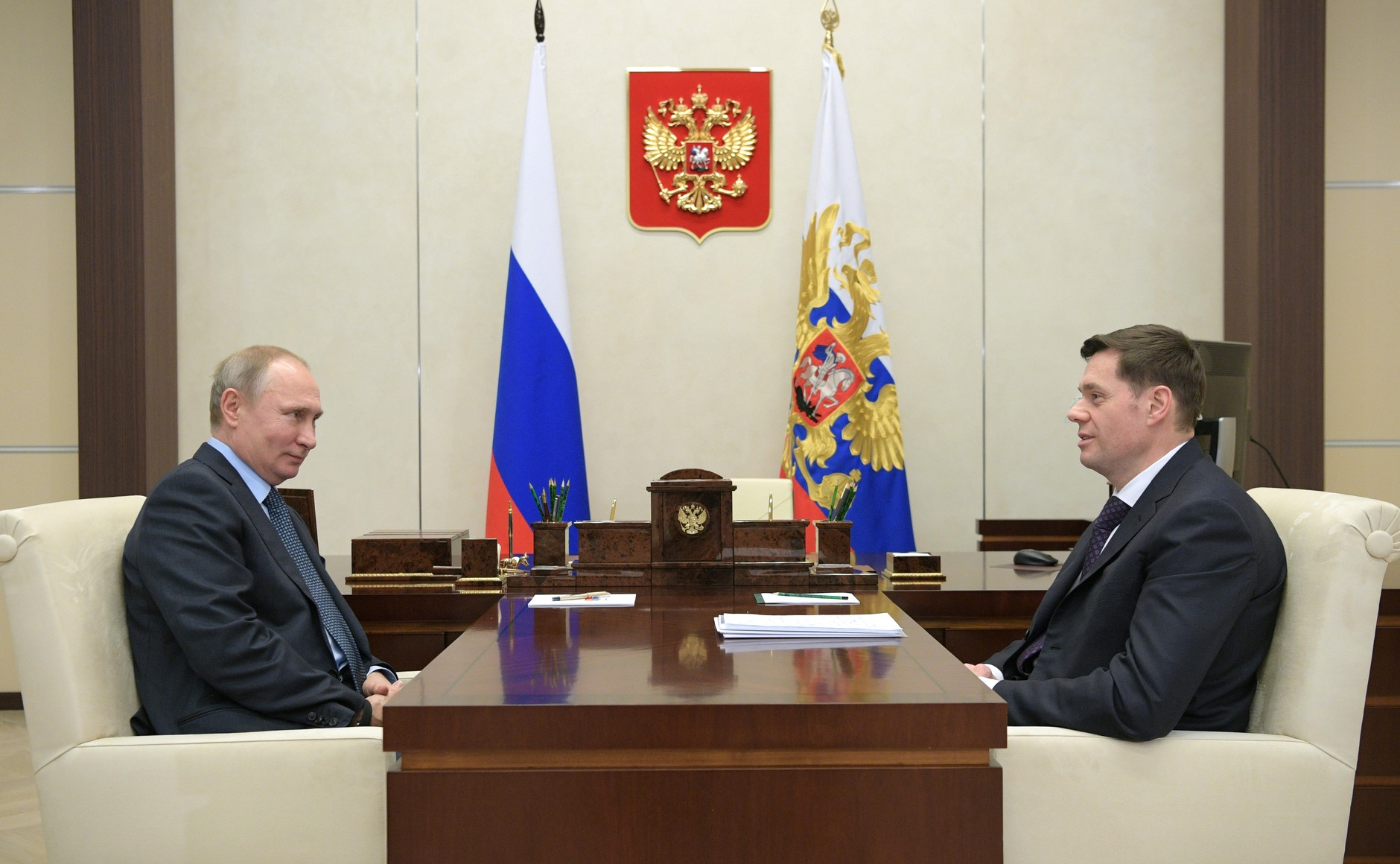
Во время встречи с Президентом России Владимиром Путиным, 21 февраля 2018 года

В октябре 2012 года Мордашов стал первым в истории россиянином, избранным председателем Совета директоров Ассоциации, через год в рамках принятой в Worldsteel процедуры ротации он передал председательство главе корейской сталелитейной компании POSCO. Сам Мордашов при этом стал одним из двух заместителей председателя Совета директоров, в октябре 2014 года было принято решение, что он будет занимать эту должность в течение ещё одного года. В октябре 2014 года в России впервые прошла конференция Worldsteel — крупнейшее отраслевое мероприятие, на которое ежегодно съезжаются главы всех ведущих металлургических компаний мира, отраслевые эксперты и консультанты. В октябре 2015 года Мордашова переизбрали в исполнительный комитет Всемирной ассоциации производителей стали.
В 2013 Алексей Мордашов и Юрий Ковальчук приобрели 50 % акций компании Теле2.
По состоянию на 2014 год Мордашов являлся президентом Некоммерческого партнёрства «Русская сталь» — национальной отраслевой ассоциации сталепроизводителей.
В 2015 году Мордашов оставил пост генерального директора «Северстали» и занял должность председателя совета директоров с целью «перераспределить время и усилия в пользу управления портфелем активов».
Мордашов является членом Бюро правления, руководителем Комитета по торговой политике и ВТО Российского союза промышленников и предпринимателей. В 2013 году, в год председательства России в G20 («Группе двадцати»), Мордашов участвовал в работе международной группы «Торговля как фактор роста» B20 («Деловой двадцатки») в качестве сопредседателя с российской стороны.
В 2017 году Мордашов стал самым богатым россиянином по версии Bloomberg, заняв 53-е место в рейтинге с состоянием в 17,3 млрд долларов США.
В 2019 году Мордашов выкупил 41,9 % акций «Ленты» у прошлых владельцев. Общая сумма сделки составила около $729 млн.
В феврале 2022 года Мордашов попал под санкции Евросоюза, в связи со вторжением России на Украину: банк «Россия», в котором Мордашов имеет финансовый интерес, является личным банком высокопоставленных российских чиновников, а медиаактивы предпринимателя помогли дестабилизировать ситуацию. После введения санкций выступил против вооружённого конфликта.
В ходе совместного расследования «Важных историй», Paper Trail Media, Der Spiegel, ZDF и десятков других СМИ, которые изучили утечку 3,6 млн документов шести кипрских компаний по регистрации фирм и консалтингу обнаружилось, что офшоры предпринимателя через офшорную кипрскую компанию De Vere Worldwide Corporation директора «Силовых машин» Игоря Воскресенского спонсировала немецкого писателя Хуберта Зайпеля на сумму в 600 тыс. евро. Такую сумму выделили на популяризацию книги о «политическом климате в России», речь шла о книге «Власть Путина. Зачем Европе Россия?», которую в 2021 году опубликовало гамбургское издательство Hoffmann und Campe (тогда писатель категорически отрицал, что получал российские деньги).

## Состояние по оценке «Форбс»
В 2004 году Алексей Мордашов стал первым лицом российского выпуска журнала Forbes.
По результатам 2021 года журнал Forbes оценил состояние Мордашова в $32,1 млрд. Он занял первое место в рейтинге самых богатых бизнесменов России.
По итогам 2022 года Мордашов оказался самым пострадавшим среди российских миллиардеров: его состояние уменьшилось на 11 миллиардов долларов и на конец года оценивалось в 18,4 миллиарда долларов.
В 2023 году состояние Мордашова оценивалось уже в $20,9 млрд. Он занимал пятое место в российском рейтинге миллиардеров Forbes и 79-е — в мировом рейтинге Forbes.
По состоянию на 28 декабря 2023 года он также находится на 92-й строчке в Bloomberg Billionaires Index. Bloomberg оценивает состояние Мордашова в 20,2 млрд долларов США.
Оценки состояния журналом Forbes:
| Показатель         | 2003 | 2004 | 2005 | 2006 | 2007 | 2008 | 2009 | 2010 | 2011 | 2012 | 2013 | 2014 | 2015 | 2016 | 2017 | 2018 | 2019 | 2020 | 2021 | 2022 | 2023 | 2024 |
| Состояние ($ млрд) | 1,2  | 3,5  | 4,8  | 7,6  | 11,2 | 22,1 | 4,3  | 9,9  | 18,5 | 15,3 | 12,8 | 10,5 | 13,0 | 10,9 | 17,5 | 18,7 | 20,5 | 16,8 | 32,1 | 13,2 | 20,9 | 25,5 |
| Место (в мире)     | 348  | 135  | 107  | 64   | 54   | 18   | 122  | 70   | 29   | 45   | 73   | 111  | 89   | 93   | 51   | 34   | 48   | 54   | 51   | 138  | 79   | 76   |
| Место (в России)   | 10   | 7    | 6    | 7    | 9    | 3    | 8    | 8    | 2    | 3    | 11   | 12   | 5    | 6    | 2    | 2    | 4    | 4    | 1    | 5    | 5    | 4    |

## Санкции

### ЕС
28 февраля 2022 года Евросоюз ввёл персональные санкции против Мордашова. В документе о введении санкций отмечается, что попавшим в «черный список» лицам запрещается въезд в страны Евросоюза, у них также замораживаются все активы на территории ЕС. Санкции введены за то, что компания Мордашова является акционером работающего в Крыму банка «Россия» и «Национальной медиагруппы», которая, в свою очередь, контролирует телеканалы, активно поддерживающие политику российского правительства по дестабилизации Украины, сказано в документе. А также за то, что компания «Севергрупп» владеет ПАО «Силовые машины», которая «ответственна за продажу четырёх ветряных турбин аннексированному Крыму».
Италия арестовала его яхту «Леди М». Вторая яхта, 142-метровая «Норд» (спущена на воду в 2021 году, оценочная стоимость — не менее 300 млн $) была спешно перегнана в порт Владивостока. Так же в Италии арестовали недвижимость Мордашова, комплекс построек на острове Сардиния. Стоимость зданий оценивается в $116,2 млн.
3 июня 2022 года ЕС ввёл персональные санкции против жены Мордашова.

### Япония
25 марта 2022 года персональные санкции против Мордашова ввела Япония. 5 июля под персональные санкции Японии попали родственники Мордашова, жена Марина Мордашова и его сыновья Кирилл и Никита. Ограничения предполагают заморозку активов и запрет на въезд в страну.

### США
2 июня 2022 года вместе с женой и двумя сыновьями был включен в санкционный список США, одновременно под санкции попали связанные с ним компании: ПАО «Северсталь», «Севергрупп», Nordgold и «Алгоритм».
Эти блокирующие санкции замораживают активы, с попавшими под них людьми запрещается вести какие-либо дела и заключать сделки, а также запрещается въезд на территорию США.

### Другие страны
В марте 2022 года власти Великобритании включили Мордашова в свои санкционные списки. 23 февраля 2023 года включён в санкционный список Канады против «близких соратников режима», руководителей компаний, участвующих в оборонной промышленности России. Также находится под санкциями Швейцарии, Польши, Австралии, Украины и Новой Зеландии.

## Конфискация имущества, арест
4 марта 2022 года итальянская полиция конфисковала 65-метровую яхту «Lady M». Так же была арестована его вилла Rocky Ram ценой 105 миллионов евро с частным пляжем, а также тремя бассейнами.

## Личная жизнь
Отец семерых детей от трёх браков.
Владеет английским и немецким языками.
Дело по иску бывшей жены
В 2001 году бывшая жена Алексея Мордашова, Елена, опубликовала открытое «Письмо всем женщинам», в котором заявила, что Мордашов покинул её и ущемлял материальные права её и их общего сына. При разводе в 1996 году жене и ребёнку отошли квартира в Череповце, автомобиль ВАЗ-2109 и небольшая сумма денег. Алименты на содержание их общего ребёнка Ильи (род. 1985) выплачивались предпринимателем в размере 106 минимальных размеров оплаты труда (в 2003 году МРОТ составлял 600 рублей).
С 2002 года Елена Мордашова пыталась в судебном порядке получить право на долю в имуществе своего бывшего мужа. В марте 2003 года в порядке обеспечения иска бывшей супруги олигарха мировой судья Санкт-Петербурга Е. В. Бородашкина наложила запрет на любые операции с акциями Мордашова, а 24 апреля судебным решением за его бывшей женой были закреплены в собственность акции ОАО «Северсталь», ЗАО «Северсталь Инвест», ЗАО «Северсталь Гарант». СМИ сообщали о том, что после этого высокопоставленные государственные служащие начали добиваться отмены этого решения. Судья Бородашкина после этого была лишена полномочий за «нарушение правил подсудности».
15 мая 2003 года мировой судья города Череповца взыскал с Елены Мордашовой 213 миллионов 790 тысяч рублей государственной пошлины по иску. В связи с отсутствием у неё таких средств 29 мая было вынесено решение о наложении ареста на квартиру в Москве, в которой до переезда в Санкт-Петербург в январе этого года жили Елена Мордашова и её сын. В итоге суды отказали Е. Мордашовой в иске, признав подписанные ранее соглашения законными.

## Награды[85]
- Орден Александра Невского (25 мая 2015 года) — за большой вклад в социально-экономическое развитие Российской Федерации, достигнутые трудовые успехи, активную общественную деятельность и многолетнюю добросовестную работу[86]
- Орден Почёта (11 июля 2011 года) — за большой вклад в развитие металлургической промышленности, достигнутые трудовые успехи и многолетнюю добросовестную работу[87]
- Орден Дружбы (25 августа 2022 года) — за большой вклад в развитие металлургической промышленности и многолетнюю добросовестную работу[88]
- Медаль ордена «За заслуги перед Отечеством» I степени (10 сентября 1999 года) — за заслуги перед государством, высокие достижения в производственной деятельности и большой вклад в укрепление дружбы и сотрудничества между народами[89]
- Медаль ордена «За заслуги перед Отечеством» II степени (2 мая 1996 года) — за заслуги перед государством и многолетний добросовестный труд[90]
- Знак отличия «За благодеяние» (11 июня 2016 года) — за большой вклад в благотворительную и общественную деятельность[91]
- Орден Русской Православной Церкви святого благоверного князя Даниила Московского III степени (2003 год)
- Командор ордена «За заслуги перед Итальянской Республикой» (2009 год, Италия)[92]
- Крест Признания III степени (2013 год, Латвия) — за вклад в развитие экономики страны[93]
- Командор ордена Заслуг (10 октября 2017, Люксембург)
- Лауреат национальной премии бизнес-репутации «Дарин» Российской Академии бизнеса и предпринимательства в 2002 г.
- Премия Правительства РФ в области науки и техники (2001)
- Почётная грамота Министерства экономики
- Почётная грамота Губернатора Вологодской области
- Присвоено звание «Почётный гражданин города Череповца»
- Премия имени Йозефа Хааза (2009 год)[94].